# Connors' War
Pour plus de détails, voir Fiche technique et Distribution.
Connors' War ou Trahison au sommet lors de sa diffusion à la télévision française, est un film américain réalisé par Nick Castle, sorti directement en vidéo en 2006.

## Synopsis
Après une mission sabotée qui l'a laissé aveugle, Connor, ex-agent de la CIA, se voit offrir la possibilité de recouvrer la vue par son ancien patron. En effet, grâce à un nouveau sérum, il pourra la lui rendre, mais à condition qu'il accepte une nouvelle mission. Hélas pour Connor, la situation est loin de suivre le scénario qui lui avait été annoncé.

## Fiche technique
- Titre original : Connors' War
- Année : 2006
- Réalisation : Nick Castle
- Scénario : D. Kyle Johnson
- Direction artistique : Keli Manson
- Costumes : Karen Munnis
- Photographie : Suki Medencevic
- Maquillage : Debi Lelievre
- Montage : Vanick Moradian
- Musique : James Bairian et Louis Castle
- Production : Phillip B. Goldfine et Alison Semenza
  - Producteur associé : Warren Derosa et Nia Peeples
- Société de production : Hollywood Media Bridge
- Pays d'origine :  États-Unis
- Langue : anglais
- Format : Couleur – 1,85:1
- Genre : action, science-fiction
- Durée : 90 minutes
- Dates de sortie : 
  -  États-Unis : 26 septembre 2006 (Dvd)
  -  France : 6 février 2007 (Dvd)
- Budget : 
  - 1 500 000 $ US (estimation)

## Distribution
- Anthony 'Treach' Criss[1] : Connors
- Nia Peeples : Amanda
- Blu Mankuma : Brooks
- Tom Heaton : Howard
- Garwin Sanford : Darryl Greene
- Warren Derosa : Barnes
- Bill Meilen : Dr Mackenzie
- P. Lynn Johnson : First Lady
- Robin Mossley : Hotel Manager
- Elias Toufexis : Capitaine

## Distinctions

### Nominations
- Motion Picture Sound Editors : 2007
  - Golden Reel Award Best Sound Editing in a Direct to Video Project :
    - Mark Lanza (supervising sound editor)
    - Vic Radulich (supervising dialogue editor)
    - Louis Castle (music editor)
    - Michael Mullane (editor)